# Dendroklimatologie

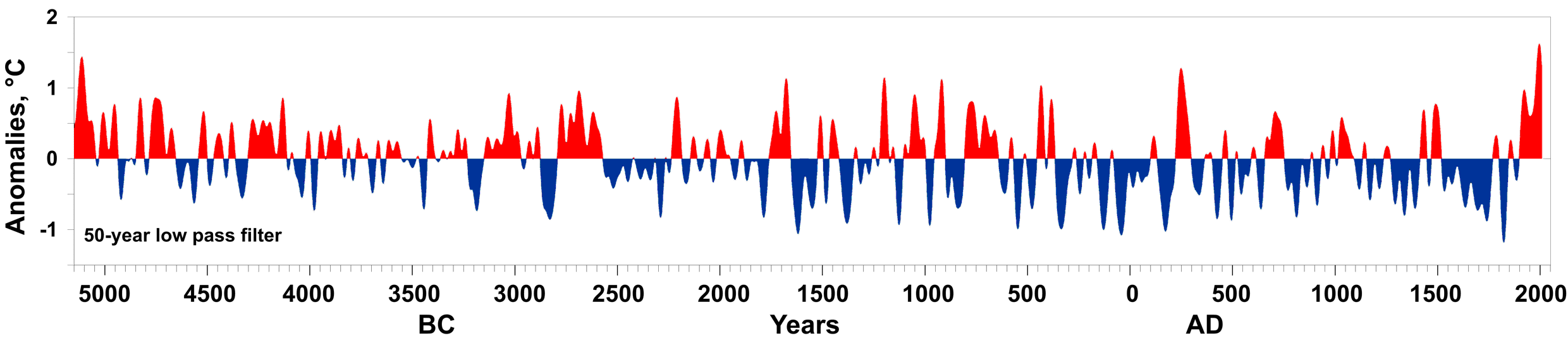
Změny šířky letokruhů transformované na anomálie letních teplot za posledních 7000 let, založené na vzorcích z holocenních nálezech stromů z poloostrova Jamal a na základě žijících sibiřských jehličnanů.

Dendroklimatologie nauka o vlivu vnějších klimatických faktorů na přírůst stromů. Analyzuje šířku letokruhů vzhledem k proměnným faktorům počasí, které ovlivňují přírůst stromů, a zpětně usuzuje na průběh počasí v minulém časovém úseku. Ze zpracovaných vzorků sestavuje tzv. standardní grafický záznam pro dané údobí, místo a dřevinu. Srovnává např. vzorky dřev z archeologických nálezů a přesně je datuje. Letokruhy z let, kdy byly příznivější podmínky pro růst jsou širší, a z let, kdy byly podmínky růstu obtížné, jsou užší. Kromě šířky letokruhu z určitého roku byly určeny další vlastnosti, jako například maximální hustota letního dřeva (MXD), které mohou lépe popisovat situaci v daném roce. Pomocí letokruhů odhadují vědci mnoho místních podnebí pro stovky až tisíce let do minulosti. Kombinací několika studií letokruhů (případně v kombinaci s dalšími proxy záznamy), odhadují vědci průběh regionálního a globálního podnebí. Stejné metody jako dendroklimatologie používá také dendroekologie, která ovšem zkoumá místní životní prostředí.

## Výhody
Letokruhy jsou zvláště užitečné jako klimatické proxy v tom, že mohou být také aktualizovány (prostřednictvím porovnávání různých vzorků, tj. dendrochronologie). To umožňuje prodloužení jít v čase zpět pomocí vzorků uhynulých stromů, a také použitím vzorků ze staveb nebo z archeologických vykopávek. Další výhodou letokruhů je, že jsou na nich jasně rozlišeny roční kroky, na rozdíl od jiných metod, výzkumu proxy dat, například ledovcových vrtů. Kromě toho, letokruhy reagují na více klimatický vlivů (teplota, vlhkost, oblačnost), tak, že lze pomocí nich sledovat různé aspekty klimatu (nejen teplotu).

## Omezení
Spolu s výhodami, které přináší dendroklimatologie existují i určitá omezení: matoucí faktory, geografická omezení, roční rozlišení a problémy se kolekcemi vzorků. Vědci vyvinuli různé metody na částečné korekce těchto problémů.

### Matoucí faktory
Existuje několik faktorů, klimatických i neklimatických, stejně jako nelineární efekty, které mají vliv na šířku kroužku letokruhu. K izolování jednotlivých faktorů byly vyvinuty různé metody: botanické studie na kalibraci vlivů na růst a odběr vzorků z mezních stanovišť (u kterých se očekává, že na nich reaguje šířka kroužků jen na jeden faktor).

#### Klimatické faktory
Klimatické faktory, které ovlivňují růst letokruhů jsou teplota, srážky, sluneční osvit a vítr. Chtějí-li vědci odlišit působení jednotlivých faktorů, shromažďují informace z „mezních stanovišť“. Příkladem mezního stanoviště je hranice lesa ve vyšších nadmořských výškách – zde jsou stromy více ovlivňovány změnami teploty (která je „mezním faktorem“), než změnami srážek (kterých je zde přebytek). Naopak, v místech, kde je hranice lesa v nižších nadmořských výškách se očekává, že růst letokruhů je více ovlivněn změnami srážek, než změnami teploty. I když takto metoda není, kvůli dalším faktorům ovlivňujícím růst, dokonalá, je relativně úspěšná. Teoreticky by mělo být možné provést, sběr vzorků z okolí limitních stanovišť různých typů (např. horní a dolní hranice lesa na stejném kopci) a poté použít matematické metody k eliminaci různých klimatických faktorů, ale tato metoda se používá jen zřídka.

#### Neklimatické faktory
Mezi neklimatické faktory patří kvalita půdy, věk stromu, požáry, konkurence mezi jednotlivými stromy, genetické rozdíly, těžba dřeva nebo jiné lidské zásahy, vliv býložravců (zejména pastva ovcí), ohniska výskytu škůdců, nemocí a koncentrace CO2. U faktorů, které se liší náhodně v prostoru (strom od stromu či stanoviště od stanoviště), je nejlepším řešením pro kompenzaci "šumů" shromáždit dostatečné množství dat (více vzorků). Věk stromu lze korigovat různými statistickými metodami. Rušivé faktory lze ovlivnit pečlivým výzkumem a výběrem lokality, např. tak, aby se vybraly lokality, které nebyly narušeny působením lidí.

#### Nelineární efekty
Obecně klimatologové předpokládají lineární závislost šířky letokruhu na zkoumané proměnné (např. na vlhkosti). Nicméně, pokud se proměnná změní výrazně, nemusí být reakce lineární, nebo dokonce může dojít k opačnému trendu. Kromě toho může dojít k interakci jednotlivých proměnných (např. kombinace srážek a teploty, může mít vliv na růst podobný, jako teplota či srážky samotné. I tady pomáhají "mezní stanoviště" izolovat jednotlivou proměnnou. Například u stromů, rostoucích v místech, kde je hranice lesa ve velkých nadmořských výškách se nedá očekávat nelineární účinky vysoké teploty.

#### Problém divergence
Jako problém divergence je v dendroklimatologii označována anomálie, která je pozorována při studiu klimatu pomocí starých stromu a jejich letokruhů. Je to neshoda mezi teplotami získanými z přístrojových měření teploty (teploměry) a teploty rekonstruované z hustoty dřeva nebo šířky letokruhů v severských oblastech.
Zatímco záznamy z teploměrů ukazují podstatný trend oteplování, hustota dřeva vykazuje hodnoty, které by měly svědčit o ochlazování. V některých studiích byl tento problém identifikován i u šířky letokruhů. Začátek této pozorované odchylky se datuje do roku 1950, nevyskytuje se však ve všech studiích.

### Geografické pokrytí
Stromy nepokrývají celou Zemi. Průběh klimatu v oceánech a v polárních oblastech nelze rekonstruovat z letokruhů. V perhumidních tropických oblastech, v Austrálii a jižní Africe rostou stromy celoročně a letokruhy nejsou pozorovatelné. V některých lesnatých oblastech je růst stromů ovlivněn tolika faktory, že nejsou k rekonstrukci klimatu použitelné. V těchto problematických oblastech je nutno použít jiná proxy data, například vrtná jádra ledovců, korály apod.

## Další měření
V prvních výzkumech byla prostě měřena šířka letokruhů - tato měření byla jednoduchá a lehko je lze vztáhnout k parametrům klimatu. Dalším zajímavým parametrem se ukázala maximální hustota letního dřeva (MxD). Tu je však již obtížnější měřit. Byly uskutečněny také výzkumy pomocí isotopové a chemické analýzy. Teoreticky by mělo měření různých vlastností daného letokruhu přinést určení více klimatických veličin (například srážek a teploty). Stále však nejvíce studií používá prosté měření šířek letokruhů stromů na limitních stanovištích.
Dalším směrem výzkumu je měření radiokarbonových koncentrací letokruhů, které je užitečné při určování aktivity Slunce v minulosti - konkrétně množství slunečních skvrn. Tyto studie jdou až do minulosti 11 000 let.